# Tmarus elongatus
Tmarus elongatus là một loài nhện trong họ Thomisidae.
Loài này thuộc chi Tmarus. Tmarus elongatus được Cândido Firmino de Mello-Leitão miêu tả năm 1929.